# Donji Kućan
Donji Kućan – wieś w Chorwacji, w żupanii varażdińskiej, w mieście Varaždin. W 2011 roku liczyła 716 mieszkańców.